# Buxières-sous-les-Côtes
Buxières-sous-les-Côtes é uma comuna francesa na região administrativa de Grande Leste, no departamento de Meuse. Estende-se por uma área de 26,72 km². Em 2010 a comuna tinha 289 habitantes (densidade: 10,8 hab./km²).